# Malagasy (Sprache)
Malagasy, deutsch auch Madagassisch, Madegassisch, selten auch Malagassi (französisch malgache), ist die Sprache der madagassischen Foko, der einheimischen Ethnien.
Es ist die westlichste Sprache der austronesischen Sprachfamilie und neben Französisch eine der Amtssprachen in Madagaskar. Die am nächsten verwandten Sprachen außerhalb Madagaskars sind die Sprachen der Ost-Barito-Gruppe (darunter Ma’anyan) in der indonesischen Provinz Kalimantan Tengah im Süden der Insel Borneo, die fast 7000 km von Madagaskar entfernt liegt. Das Malagasy gelangte zusammen mit Einwanderern aus Südostasien nach Madagaskar. Unterschiedlichen Hypothesen zufolge fanden diese Wanderungsbewegungen entweder um 450 n. Chr. (Dahl 1951) oder im 7. Jahrhundert n. Chr. (Adelaar 1989) statt.
Malagasy wird in zwei Hauptdialektgruppen unterteilt: West und Ost. Der Merina-Dialekt ist die Basis für die Standardvarietät des Malagasy und wird von den Medien und der Regierung in Madagaskar gebraucht. Neben dem Französischen ist Standard-Malagasy eine der beiden Amtssprachen.
Die Sprache wird in lateinischer Schrift geschrieben, die von westlichen Missionaren im 19. Jahrhundert eingeführt wurde. Davor wurde Malagasy in Sorabe, einer lokalen Weiterentwicklung der arabischen Schrift, geschrieben.

## Klassifikation
Malagasy ist die westlichste Sprache des malayo-polynesischen Zweigs der austronesischen Sprachfamilie, zu der auch Sprachen aus Indonesien, Malaysia und den Philippinen gehören.
Dass Malagasy Ähnlichkeiten mit anderen austronesischen Sprachen hat, wurde bereits früh von dem Niederländer Adriaan Reland 1708 festgestellt.
Dahl (1951) konnte nachweisen, dass Malagasy und Ma’anyan – eine Sprache der Ost-Barito-Gruppe – von allen austronesischen Sprachen besonders eng miteinander verwandt sind. Im Malagasy finden sich auch Einflüsse des Altmalaiischen. Außerdem scheint es einen Bantu-Einfluss oder ein Substrat in der Phonotaktik des Malagasy zu geben (Dahl 1988). Später legte Adelaar (1995) nahe, dass es im Malagasy viele Wörter gibt, die aus Sulawesi Selatan stammen, was durch weitere Belege von Blench (2018) gestützt werden konnte.

## Etymologie
Malagasy ist ein Demonym, das sich sowohl auf die Bezeichnung der Bevölkerung von Madagaskar als auch deren Sprache bezieht.

## Geschichte
Madagaskar wurde erstmals durch die austronesische Bevölkerung von den Sundainseln (Sundaarchipel) aus dem Maritimen Südostasien besiedelt. Es ist möglich, dass die indonesischen Austronesier direkt von Java nach Madagaskar über den Indischen Ozean gekommen sind. Es ist wahrscheinlich, dass diese über die Malediven gereist sind, wo bis heute das gleiche Design von Booten und die gleiche Technologie für das Fischen gefunden werden können. Sie reisten vermutlich während des ersten Jahrtausends weiter, was von Linguisten anhand der Nähe zwischen dem Malagasy und dem Altmalaiischen und Altjavanischen zu dieser Zeit bestätigt werden konnte. Malagasy stammt von den Südost-Barito-Sprachen. Die Ma’anyan-Sprache ist am nächsten verwandt mit Malagasy und beinhaltet viele malaiische und javanische Lehnwörter. Die Ma’anyan-Bevölkerung wurde von 50 bis 500 n. Chr. als Sklaven und Arbeiter von malaiischen und javanischen Völkern nach Madagaskar gebracht. Später (circa 1. Jahrtausend) haben sich die verschiedenen Siedler (austronesisch, Bantu, arabisch) vermischt. Es liegen Befunde vor, dass die Vorfahren der Sprecher der Malagasy-Dialekte zuerst im Süden von Madagaskar ankamen.
Malagasy hat eine mündliche Tradition von poetischen Geschichten und Legenden. Die bekannteste ist das nationale Epos Ibonia, das von einem gleichnamigen Malgasy-Volkshelden erzählt.

## Geographische Ausbreitung
Malagasy ist die in Madagaskar hauptsächlich gesprochene Sprache und wird auch von madagassischen Gemeinschaften auf den benachbarten Inseln im Indischen Ozean gesprochen, beispielsweise auf Réunion, Mayotte und Mauritius. Außerdem wird Malagasy von madagassischen Auswanderern in Europa und in Nordamerika gesprochen, beispielsweise in Belgien und Washington D.C.

## Dialekte
Der Merina-Dialekt des Malagasy ist neben dem Französischen Amtssprache von Madagaskar. Zuvor war in der Verfassung von 2007 neben Malagasy und Französisch auch Englisch offizielle Sprache von Madagaskar. An allen öffentlichen Grundschulen ist Malagasy Arbeits- und Unterrichtssprache für alle Fächer. In den weiterführenden Schulen, auch den privaten, werden die Fächer Malagasy und Geschichte auf Malagasy unterrichtet.
Im Malagasy kann eine generelle Unterscheidung zwischen östlichen Dialekten (mit Merina) und westlichen Dialekten (mit Sakalava) getroffen werden, wobei die Isoglosse vertikal durch Madagaskar läuft. Der Süden der Insel gehört zu den westlichen Dialekten und das zentrale Hochland und der Norden (abgesehen von der nördlichsten Spitze) zu den östlichen Dialekten. Der Ethnologue erkennt 12 Varianten des Malagasy als eigene Sprachen an.
Die beiden Hauptdialekte des Malagasy lassen sich leicht anhand phonologischer Eigenschaften unterscheiden.
Sakalava hat finale nasalisierte Konsonanten verloren, wohingegen Merina ein unbetontes [ə̥] hinzufügt:
- *tañan 'Hand' → Sakalava [ˈtaŋa] **tan̈a, Merina [ˈtananə̥] tanana

Finales *t wurde zu -[tse] in Sakalava und -[ʈʂə̥] in Merina:
- *kulit 'Haut' → Sakalava [ˈhulitse] **holitse, Merina [ˈhudiʈʂə̥] hoditra

Sakalava hat *li und *ti behalten, wohingegen diese im Merina-Dialekt zu [di] (wie in huditra 'Haut' siehe oben) und [tsi] wurden:
- *putiq 'weiß' → Sakalava [ˈfuti] **foty, Merina [ˈfutsi] fotsy

Diese Unterschiede haben sich bereits in Borneo entwickelt, bevor Malagasy nach Madagaskar kam.

## Schriftsystem
Die Sprache hat eine Schrifttradition, die vermutlich bis ins 15. Jahrhundert zurückreicht. Als Tolagnaro (ehemalig Fort-Dauphin) von den Franzosen im 17. Jahrhundert errichtet wurde, war eine Arabico-Malagasy-Schrift bekannt als Sorabe („große Buchstaben“) in Verwendung. Diese arabische Adschami-Schrift wurde hauptsächlich für astrologische und magische Texte verwendet. Bei dem ältesten bekannten Manuskript in dieser Schrift handelt es sich um ein malagassisch-niederländisches Vokabular aus dem 17. Jahrhundert, das erstmals von Gabriel Ferrand 1908 veröffentlicht wurde, wobei es bereits im 15. Jahrhundert im südöstlichen Teil von Madagaskar bekannt gewesen sein muss.
Die erste zweisprachige Übertragung religiöser Texte stammt von Etienne de Flacourt, der auch das erste Wörterbuch des Malagasy veröffentlichte. Radama I., der erste des Lesens fähige Vertreter der Merina-Monarchie, sprach sich für die Etablierung des lateinischen Schriftsystems aus und lud Protestanten der London Missionary Society ein, Schulen und Kirchen zu erbauen, obwohl Radama I. selbst viel in der Arabisch-Malagassischen Tradition dichtete. Das erste Buch, das in Malagasy in lateinischer Schrift gedruckt wurde, war die Bibel. Sie wurde 1835 von britischen protestantischen Missionaren ins Malagasy übersetzt.

Im Standardmalagasy sind Diakritika nicht verpflichtend, es sei denn, ihre Abwesenheit führt zu Ambiguitäten. Beispielsweise bei tanàna (Stadt) und tanana (Hand) erhält das Wort tanàna einen Akzent, weil es sich hier um eine Ausnahme der normalen Aussprache handelt. Es ist unüblich, Akzente auf Wörter zu setzen, die den Ausspracheregeln folgen (beispielsweise tànana), und wird hauptsächlich nur in Wörterbüchern angewendet.

## Grammatik
Die Sprache verfügt über fünf Vokal-Phoneme. Die Betonung liegt auf der vorletzten Silbe, es sei denn, das Wort endet auf ka, tra oder na. In diesem Fall wird es auf der drittletzten Silbe betont. Elision kommt bei unbetonten Silben oft vor.
Die Morphologie ist ausschließlich konkatenativ („verkettend“), und am Verb können bis zu fünf grammatische Kategorien ausgedrückt werden. Reduplikation ist ein produktiver Mechanismus in der Wortbildung. Im Malagasy gibt es kein Genus; der Plural wird nicht kodiert. Es gibt einen definiten, aber keinen indefiniten Artikel, das heißt, wenn kein Artikel vorkommt, hat die Nominalphrase indefinite Bedeutung. Das Malagasy kennt (wie viele austronesische Sprachen) eine Inklusiv-Exklusiv-Unterscheidung beim Personalpronomen für „wir“: isika (inklusiv), izahay (exklusiv).
Die Wortstellung im Malagasy ist vom Typ Verb-Objekt-Subjekt (VOS). Die Kasusmarkierung folgt (wie im Deutschen) dem akkusativischen Schema.
Im Laufe seiner Sprachgeschichte hat das Malagasy Lehnwörter aus Bantusprachen (insbesondere Swahili z. B. Vieh: ng'ombe→omby), dem Arabischen (z. B. Sonntag: الأحد al-ahad→alahady), dem Englischen (z. B. book→boky) und Französischen (savon→savony) übernommen.

### Verbmorphologie

#### Trigger und Genus verbi
Sätze im Malagasy enthalten eine strukturell und referenziell prominente DP-Konstituente, die als Trigger bezeichnet wird und die Form des Verbs bestimmt. Sie befindet sich üblicherweise in satzfinaler Position. Vereinfacht formuliert drückt der Trigger aus, welchem Diskursteilnehmer ein Sprecher die größte referenzielle Prominenz zuweisen will. Teilweise wird diese Konstituente als Subjekt bezeichnet, da sie einige funktionale Eigenschaften mit Subjekten in anderen Sprachen teilt, doch sie hat auch Gemeinsamkeiten mit einem Topik, so dass diese Bezeichnung ungenau ist. Gelegentlich wird auch der Begriff „strukturelles Subjekt“ verwendet, um auszudrücken, dass sich der Trigger an der Position befindet, an der der Nominativ geprüft wird.
Grundsätzlich kann jede definite Nominalphrase als Trigger fungieren. Die grammatische Funktion des Triggers wird durch die Morphologie des Verbs (Genus verbi) ausgedrückt, während sich die Form des Triggers nicht verändert.
Diathese/Genus verbi unterscheidet sich von der Diathese im Deutschen, obwohl auch für das Malagasy häufig die Begriffe „Aktiv“ und „Passiv“ bzw. „Nicht-Aktiv“ verwendet wurden. Etabliert hat sich allerdings eine andere Einteilung, die darauf basiert, welcher Diskursteilnehmer die Trigger-Funktion einnimmt:
- AT (für Actor-Topic/Trigger, früher auch Active bzw. Aktiv, Actor-Focus oder Actor-Voice): Agens als externes Argument in Trigger-Position
- TT (für Theme-Topic/Trigger, früher auch Passive bzw. Passiv, Goal-Focus, Patient Voice oder Object(ive)-Voice): Thema als internes Argument in Trigger-Position
- CT (für Circumstantial Topic/Trigger, früher auch X-Topic oder Relative-Voice): in der Triggerposition befindet sich ein Oblique, d. h. ein Nominal, das eine periphere Teilnehmerrolle ausdrückt (Instrument, Ort, Art und Weise usw.)[21][22]

Je nach Art des Triggers nimmt das Verb unterschiedliche Formen an.

#### Tempus
Hinzu kommen Tempus-Morpheme, die als Affixe realisiert werden, wobei m- für das Präsens, n- für die Vergangenheit und h- für Futur steht. Das m-Präfix kommt nur in AT-Konstruktionen vor, wohingegen n- und h- auch in TT und CT-Konstruktionen auftreten können.
| Genus verbi | Tempus        | Malagasy | Übersetzung                                                         |
| ----------- | ------------- | --- | ------------------------------------------------------------------- |
| AT          | Präsens       | Mamono ny akoho amin’ny antsy ny mpamboly AT.kill Det chicken with-Det knife Det farmer                     | „Der Farmer tötet die Hühner mit dem Messer“                        |
| TT          | Präsens       | Vonoin’ ny mpamboly amin’ny antsy ny akoho TT.kill Det farmer with-Det knife Det chicken                    | „Die Hühner, der Farmer tötet (sie) mit dem Messer“                 |
| CT          | Präsens       | Amonoan’ ny mpamboly ny akoho ny antsy CT.kill Det farmer Det chicken Det knife                             | „Das Messer, der Farmer tötet die Hühner (damit)“                   |
| AT          | Vergangenheit | Nanapaka ity hazo ity tamin’ny antsy i Sahondra pst.AT.cut this tree this pst.P.gen.det knife Sahondra      | „Sahondra fällte diesen Baum mit dem Messer“                        |
| TT          | Vergangenheit | Notapahin’i Sahondra tamin’ny antsy ity hazo ity pst.TT.cut.gen.Sahondra pst.P.gen.det knife this tree this | „Dieser Baum wurde von Sahondra mit dem Messer gefällt“             |
| CT          | Vergangenheit | Nanapahan’i Sahondra ity hazo ity ny antsy pst.CT.cut.gen.Sahondra this tree this det knife                 | „Dieses Messer wurde von Sahondra verwendet, um den Baum zu fällen“ |

## Orthografie
Das madagassische Alphabet besteht aus 21 lateinischen Buchstaben: A, B, D, E, F, G, H, I, J, K, L, M, N, O, P, R, S, T, V, Y, Z. Dabei können auf die fünf Vokale (A, E, I, O, Y) noch Akzente (accent grave) gesetzt werden, die Betonungen anzeigen, die von den Grundregeln abweichen.
In der sehr regelmäßigen Orthografie wird i immer wie /i/ ausgesprochen und am Wortende als y geschrieben. y kann also nur am Wortende vorkommen (Ausnahme: Eigennamen) und i nur in der Wortmitte (Ausnahme: das Wort „i“, Artikel vor Eigennamen). o wird wie /u/ ausgesprochen, oa wie /o/ und j wie /ds/ (IPA: [dz]). Das h ist stumm. Das s ist wie ein deutsches stimmloses /s/, das z ist ein stimmhaftes /s/ (IPA: [z]). Unbetonte Vokale, insbesondere am Ende, werden oft weggelassen (elidiert), sodass olona „Mensch“ wie [uln] ausgesprochen wird und Malagasy in einigen Dialekten wie seine französische Transkription Malgache [mal'gaʃ] klingt – in den meisten Dialekten wird das Wort jedoch [mala'gas(i)] ausgesprochen (oder zu gasy ['gas(i)] gekürzt).

## Wortschatz
Malagasy teilt den Großteil des Grundwortschatzes mit der Ma’anyan-Sprache – einer Sprache aus der Region des Barito-Flusses im südlichen Borneo. Außerdem finden sich im Malagasy Lehnwörter aus dem Arabischen und den Bantusprachen (vor allem aus den Sabaki-Sprachen, zu denen auch das Swahili gehört), und seit jüngerer Zeit auch Lehnwörter aus dem Französischen und Englischen.

## Lexikographie
Das erste Wörterbuch des Malagasy Dictionnaire de la langue de Madagascar von Étienne de Flacourt wurde 1658 veröffentlicht. Es gibt jedoch auch ältere Glossare in Arabico-Malagasy-Schrift. Das später erschienene Vocabulaire Anglais-Malagasy wurde 1729 veröffentlicht. James Richardson der London Missionary Society publizierte ein 892 Seiten langes Malagasy-Englisches Wörterbuch, das auch als Nachdruck erhältlich ist. Dieses Wörterbuch enthält jedoch veraltete Terminologie und Definitionen. Im Gegensatz dazu sind spätere Werke weniger umfangreich, wurden aber überarbeitet und aktualisiert und stellen die Entwicklung der Sprache dar. Darunter ein moderneres zweisprachiges Wörterbuch, das auf einem Datenkorpus von über 5 Millionen malagassischen Wörtern basiert.

### Grammatiken
- G. W. Parker: A concise grammar of the Malagasy language. Trübner, London 1883.

### Lehrbücher
- Joseph Biddulph: An introduction to Malagasy. Biddulph, Pontypridd (Wales) 1997.
- Janie Rasoloson: Lehrbuch der madagassischen Sprache: mit Übungen und Lösungen. Buske, Hamburg 1997.

### Sprachführer
- Ludmilla Kartaschowa: Gesprächsbuch Deutsch-Madagassisch/Resadresaka tsotra Alemana-Malagasy. Verlag Enzyklopädie, Leipzig 1990. (aus dem Russischen übersetzt)
- Janie Rasoloson: Sprachführer Madagassisch. Buske, Hamburg 2000.
- Janie Rasoloson: Malagasy-English, English-Malagasy Dictionary and Phrasebook. Hippocrene Books 2001.
- Helena Ravoson Voahanginirina: Madagassisch für Globetrotter. Rump, Bielefeld 1989.
- Rasoanaivo Hanitrarivo: Malagasy Basics. F.M.S. Publications, London 1992. (Mit Kassette).

### Wörterbücher
- Henning Bergenholtz: Deutsch-Madagassisches Wörterbuch. Tsipika, Antananarivo und Aragon, Moers 1994.
- Henning Bergenholtz, Suzy Rajaonarivo, Rolande Ramasomanana, Baovola Radanielina, Jürgen Richter-Johanningmeier, Eckehart Olszowski, Volker Zeiss: Madagassisch-Deutsches Wörterbuch. Tsipika, Antananarivo und Aragon, Moers 1991.
- Étienne de Flacourt u. Gabriel Ferrand: Dictionnaire de la langue de Madagascar: d’après l’édition de 1658 et l’Histoire de la grande Isle Madagascar de 1661. Leroux, Paris 1905.